# Dracula jagt Minimädchen
Dracula jagt Minimädchen (Originaltitel: Dracula A.D. 1972) ist ein Horrorfilm der britischen Hammer Studios aus dem Jahr 1972. Regie führte Alan Gibson. In den Hauptrollen sind, erstmals seit Dracula wieder gemeinsam, Christopher Lee als Dracula und Peter Cushing als Van Helsing zu sehen. Mit diesem Film schlug Hammer eine neue Richtung ein, indem die Handlung vom viktorianischen 19. Jahrhundert in die damalige Gegenwart der 1970er Jahre verlegt wurde. Der Film startete am 30. Juni 1972 in den bundesdeutschen Kinos. Der deutsche Filmtitel bezieht sich auf die Miniröcke und verdeutlicht ebenso wie der englische Titel, dass die Filmhandlung nun im Gegensatz zu den vorherigen Filmen in der Gegenwart angesiedelt ist.

## Handlung
Im Jahr 1872 führen Graf Dracula und Professor Lawrence Van Helsing auf einer durch den Londoner Hyde Park rasenden Kutsche einen erbitterten Kampf. Als die Kutsche in einer Kurve umkippt, wird der Professor vom Kutschbock gegen einen Stein geschleudert, und der Graf wird von den Speichen eines der Räder aufgespießt. Dracula zerfällt zu Staub, und auch Van Helsing erliegt seinen Verletzungen.
100 Jahre später wird der Graf durch eine schwarze Messe unter der Führung von Johnny Alucard (Anagramm von Dracula) wieder zum Leben erweckt und treibt nun im London von 1972 sein Unwesen. Seine Opfer sucht er sich vornehmlich unter jungen Frauen, die ihm Johnny Alucard beschaffen muss. Als immer mehr Leichen gefunden werden, kontaktiert Inspektor Murray von Scotland Yard Lawrence Van Helsings Urenkel, Lorimar Van Helsing, und bittet ihn um Hilfe. Lorimar erkennt die Zusammenhänge und fürchtet nun, dass seine Enkelin Jessica, die zu Alucards Clique gehört, in Gefahr ist. Er macht Alucard, welcher inzwischen selbst zum Blutsauger wurde, ausfindig und zwingt ihn, das Versteck Draculas preiszugeben.
Jessica befindet sich inzwischen in Draculas Bann. Als sich Van Helsing, der seinem Vorfahren zum Verwechseln ähnlich sieht, dem Vampirfürsten stellt, glaubt dieser tatsächlich seinen alten Widersacher vor sich zu sehen. Von blutigem Rachedurst angespornt, folgt er ihm nach draußen, wo Van Helsing ihm Weihwasser ins Gesicht schüttet. Der Graf weicht entsetzt zurück und stürzt in eine Fallgrube, die der Professor früher an diesem Tag ausgehoben und mit zugespitzten Pfählen bestückt hat.
Dracula vergeht, nur seine Asche und sein Siegelring bleiben zurück, und Van Helsing spricht die Worte: „Requiescat in pace ultima“ („Ruhe in Frieden auf ewig“).

## Produktion
- Nachdem der Vorgänger von Dracula jagt Minimädchen Dracula – Nächte des Entsetzens (1970) floppte, beschloss man bei Hammer, dass die Dracula-Reihe modernisiert werden müsse. Also verlegte man die Handlung ins (damalige) gegenwärtige London. Man hinterlegte den Film mit zeitgemäßer Rockmusik und baute Drogen, lange Haare und das typische 1970er-Jahre-Outfit in die Story ein.[2]
- Die amerikanische Pop-Gruppe Stoneground tritt in dem Film auf.[3]
- Dracula jagt Minimädchen war der drittletzte Dracula-Film der Hammer; es folgten im Jahr 1973 Dracula braucht frisches Blut und 1974 Die 7 goldenen Vampire (dieser ohne Christopher Lee).

## Synchronisation
Die deutsche Synchronfassung entstand bei der Ultra-Film, München.
| Figur                                            | Darsteller         | Deutscher Sprecher     |
| ------------------------------------------------ | ------------------ | ---------------------- |
| Graf Dracula                                     | Christopher Lee    | Herbert Weicker        |
| Lawrence Van Helsing / Prof. Lorimar Van Helsing | Peter Cushing      | Friedrich Schoenfelder |
| Jessica Van Helsing                              | Stephanie Beacham  | Dagmar Heller          |
| Inspektor Murray                                 | Michael Coles      | Erich Ebert            |
| Johnny Alucard                                   | Christopher Neame  | Manfred Seipold        |
| Bob                                              | Philip Miller      | Holger Ungerer         |
| Mrs. Donnelly                                    | Constance Luttrell | Alice Franz            |
| Gaynor                                           | Marsha Hunt        | Heidi Treutler         |

## Kritiken
- Lexikon des internationalen Films: „Trotz des schwachen Drehbuchs dank sorgfältiger Machart und guter Darstellung recht vergnüglich.“[5]
- Time Out London Magazine: „Krasser Hammer-Schund“ („Crass Hammer trash“)[6]
- Cinema: „Der kultigste Film aus der Dracula-Reihe der Hammer-Studios bietet ein gutes Bild und fetzige Musik.“